# Taxus
Taxus (Tasso) è un genere della famiglia delle Taxaceae (Conifere), sottodivisione delle Conipherophitynam, che comprende specie di alberi e arbusti sempreverdi dai 5 ai 25 m, originarie dell'emisfero boreale.

## Specie
Il genere Taxus comprende le seguenti specie:
- Taxus baccata
- Taxus brevifolia
- Taxus canadensis
- Taxus chienii
- Taxus chinensis
- Taxus cuspidata
- Taxus wallichiana
- Taxus floridana

L'unica specie presente in Italia è Taxus baccata L., specie prevalentemente sciafila, utilizzata però anche in piena luce come siepe ornamentale. È una pianta tossica in tutte le sue parti, tranne che nell'arillo rosso che avvolge parzialmente il seme.

## Uso e tradizioni

### Archi

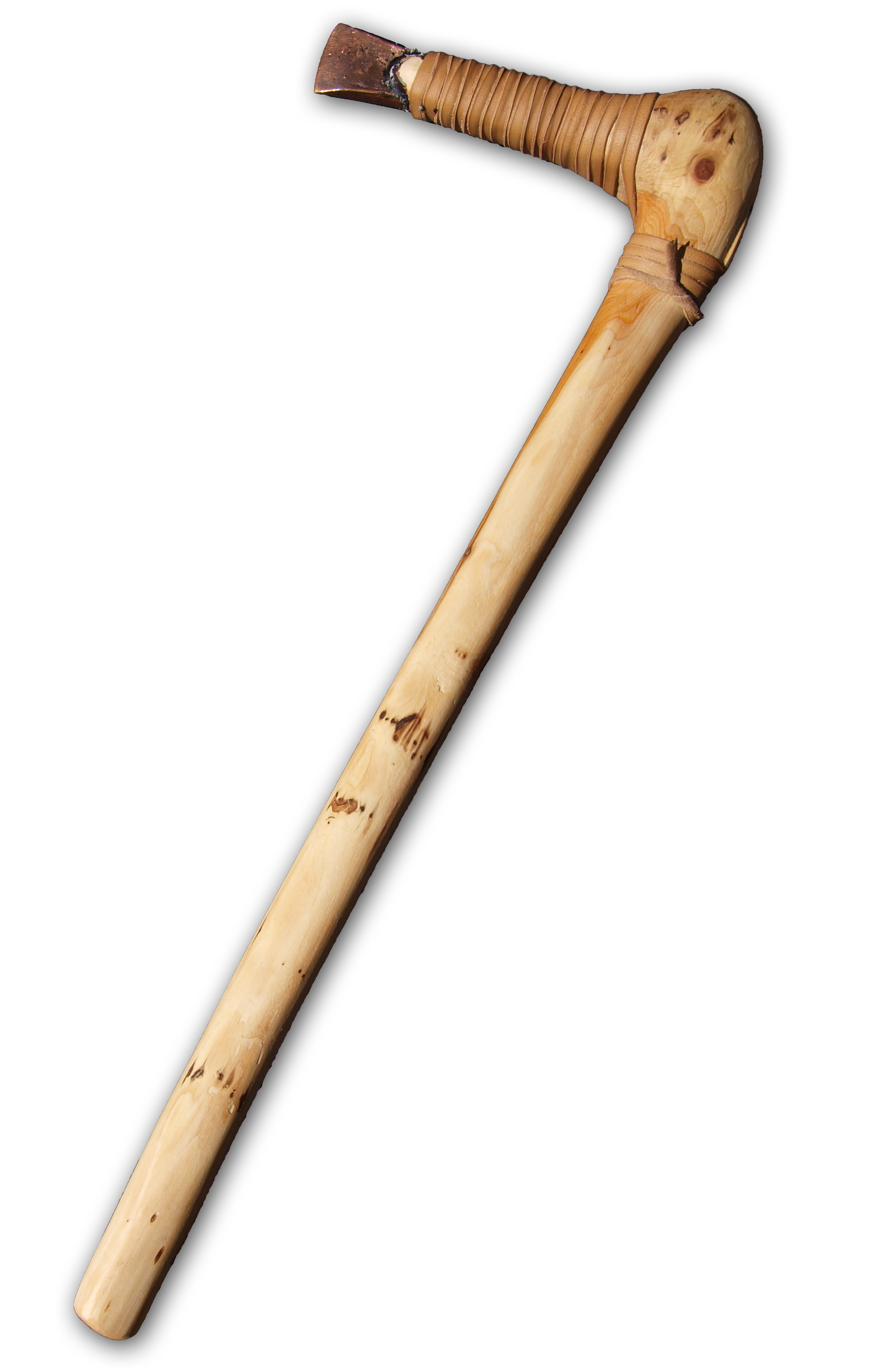
Replica dell'ascia di tasso e rame di Ötzi

Il legno di tasso è bruno-rossastro (con alburno più bianco) ed è molto elastico. Tradizionalmente veniva utilizzato per realizzare archi, in particolare l'arco lungo. Questi archi lunghi erano usati dagli Sciti che facevano parte delle forze di polizia nell'antica Atene. Questo uso fu prestato alla parola greca antica per "arco" e successivamente probabilmente preso in prestito dalla parola latina e ora nome generico di Taxus.
Ötzi, la mummia calcolitica trovata nel 1991 nelle Alpi italiane, portava un arco incompiuto fatto di legno di tasso. Di conseguenza, non sorprende che nella mitologia norrena, la dimora del dio dell'arco, Ullr, avesse il nome Ydalir (Yew Dales). La maggior parte del legno per archi lunghi utilizzato nel nord Europa è stato importato dall'Iberia, dove le condizioni climatiche sono migliori per la coltivazione del legno di tasso senza nodi richiesto.

### Coltivazione

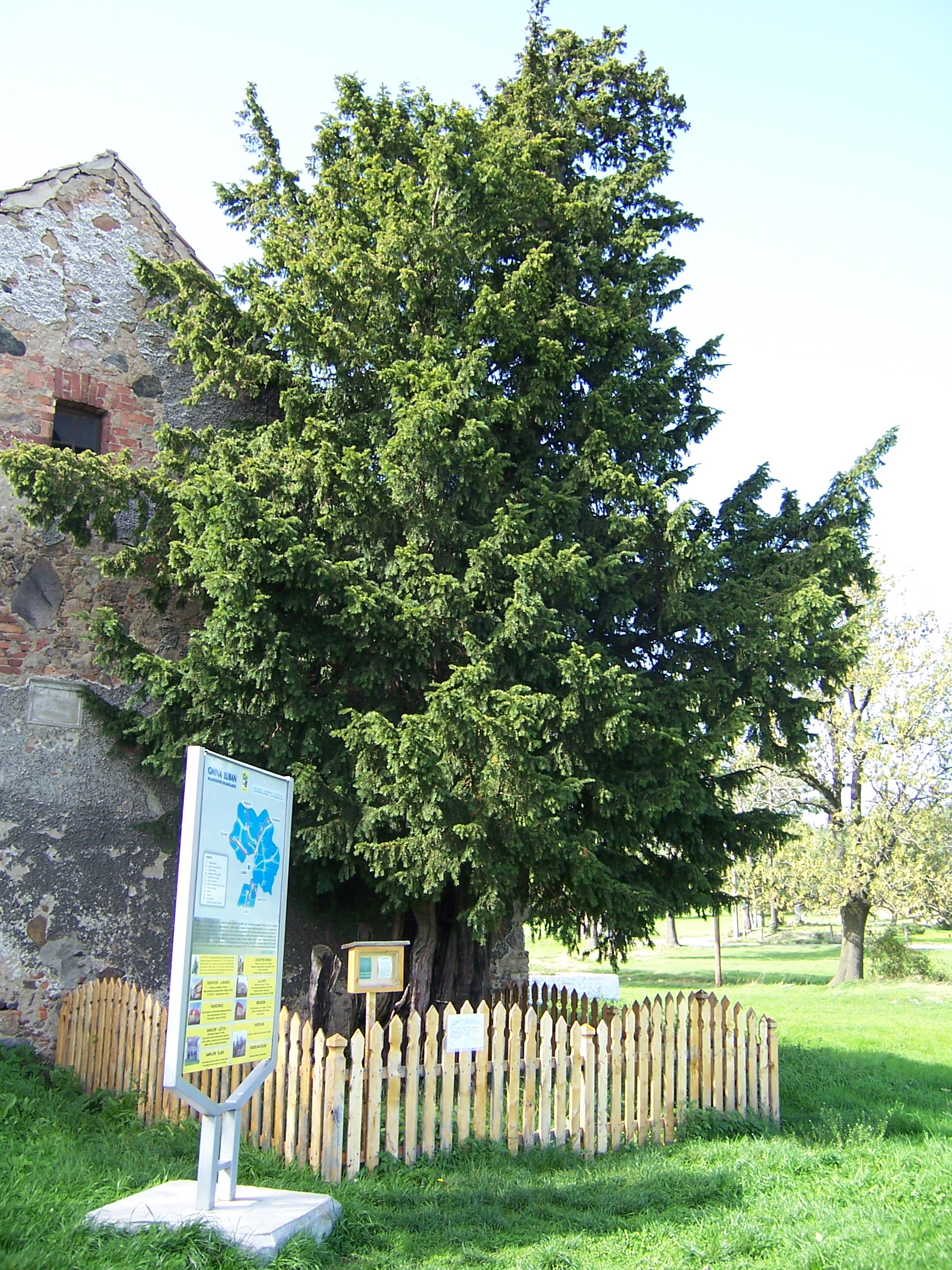
Un tasso di circa 1300 anni in Polonia

Si suggerisce che alle parrocchie inglesi fosse richiesto di coltivare tassi e, a causa delle proprietà tossiche degli alberi, venivano coltivati nell'unica area comunemente chiusa di un villaggio: il cimitero. L'albero di tasso si trova spesso nei cimiteri delle chiese ed è un simbolo di tristezza. Tale rappresentazione appare nella poesia di Lord Alfred Tennyson "In Memoriam A.H.H." (2.61–64).
Il tasso può essere molto longevo. Il Fortingall Yew è considerato l'albero più antico d'Europa, con più di 2.000 anni.

### Orticoltura
Fogliame di tasso irlandese; notare le foglie che si estendono tutt'intorno ai germogli eretti
I tassi sono ampiamente utilizzati nell'abbellimento e nell'orticoltura ornamentale. Sono state nominate oltre 400 cultivar di tasso, la stragrande maggioranza di queste deriva dal tasso europeo (Taxus baccata) o dal tasso giapponese (Taxus cuspidata).

### Chimica
Il tasso del Pacifico (Taxus brevifolia), originario del Pacifico nord-occidentale del Nord America, e il tasso canadese (Taxus canadensis) del Nord America orientale e centrale sono stati le fonti iniziali di paclitaxel o Taxol, un farmaco chemioterapico utilizzato nel trattamento del cancro al seno e ai polmoni. La raccolta eccessiva del tasso del Pacifico per il paclitaxel ha fatto temere che potesse diventare una specie a rischio di estinzione, poiché il farmaco veniva inizialmente estratto dalla corteccia del tasso, la cui raccolta uccide l'albero.